# Альбала-дель-Каудільйо
Альбала-дель-Каудільйо (ісп. Albalá del Caudillo) — муніципалітет в Іспанії, у складі автономної спільноти Естремадура, у провінції Касерес. Населення — 795 осіб (2010).
Муніципалітет розташований на відстані близько 250 км на південний захід від Мадрида, 29 км на південний схід від Касереса.

## Демографія
Шаблон:Демографія/ESP/Albalá

## Галерея зображень

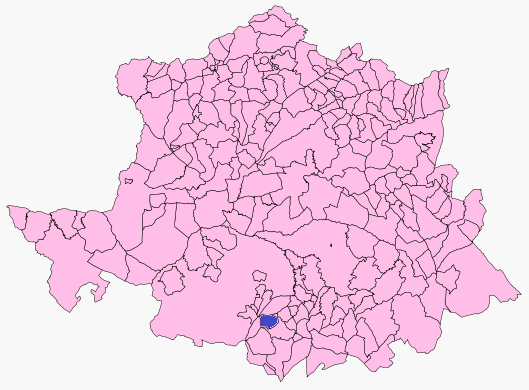
Розташування муніципалітету у провінції Касерес